# Johann Joseph Abert
Johann Joseph Abert (Kochowitz, 20 settembre 1832 – Stoccarda, 1º aprile 1915) è stato un compositore, direttore d'orchestra e contrabbassista tedesco.

## Biografia
Padre di Hermann Abert e nonno di Anna Amalie Abert, studiò al Conservatorio di Praga ove ebbe come maestri Josef Hrabě (contrabbasso), Johann Friedrich Kittl e August Wilhelm Ambros (teoria).
Compose opere teatrali, sinfonie, una messa e cantate profane.